# Lasiochalcidia rubripes
Lasiochalcidia rubripes är en stekelart som först beskrevs av Jean-Jacques Kieffer 1899.  Lasiochalcidia rubripes ingår i släktet Lasiochalcidia och familjen bredlårsteklar. Inga underarter finns listade i Catalogue of Life.